# Еликот (Колорадо)
Еликот (енгл. Ellicott) насељено је место без административног статуса у америчкој савезној држави Колорадо.

## Демографија
По попису из 2010. године број становника је 1.131.
| Група             | 2000.    | 2010.       |
| Белци             | 0 (0,0%) | 828 (73,2%) |
| Афроамериканци    | 0 (0,0%) | 11 (1,0%)   |
| Азијати           | 0 (0,0%) | 2 (0,2%)    |
| Хиспаноамериканци | 0 (0,0%) | 238 (21,0%) |
| Укупно            | 0        | 1.131       |